# Junta Central Gubernativa
Junta Central Gubernativa (centrale raad), Santo Domingo 1 maart 1844 - Santo Domingo oktober 1844, Dominicaanse Republiek, was een raad van elf personen, met als voorzitter Tomás Bobadilla. De Junta Central had tot doel een nieuw staatsstelsel vast te leggen en als tijdelijke regering te fungeren. Door de grote tegenstellingen zijn er in deze periode verschillende voorzitters geweest.

## Geschiedenis
In 1839 had Juan Pablo Duarte het Trinitarium opgericht voor de verdrijving van de Haïtiaanse overheersers en de stichting van een onafhankelijke Dominicaanse Republiek. 
De Haïtiaanse overheid wilde hem daardoor arresteren waardoor hij in ballingschap ging. 
Hierna heeft Francisco del Rosario Sánchez de leiding van de organisatie overgenomen en na de Haïtiaanse capitulatie, op 27 februari 1844, de Junta Provisional Gubernativa, de tijdelijke raad, geleid. 
Na het uitroepen van de Dominicaanse Republiek werd door de Junta Provisional de Junta Central Gubernativa samengesteld die als doel had de eerste werkzaamheden te verrichten om de nieuwe republiek vorm te geven. 
De Junta Central moest, overeenkomstig de Acta de Separación van 26 januari 1844, uit elf personen bestaan. 
De werkzaamheden bestonden uit het opstellen van de eerste grondwet en het besturen van de natie tot de eerste regering was aangetreden.
De centrale raad bestond uit: Tomás Bobadilla (voorzitter), Manuel Jiménez (vicevoorzitter), Silvano Pujols (secretaris) en Manuel María Valverde, Francisco Javier Abreu, Felix Mercenary, Carlos Moreno, Mariano Echevarria, Francisco Sanchez, José Maria Caminero, en Ramon Matias Mella.
Op 29 februari eindigden de werkzaamheden van de Junta Provisional en op 1 maart 1844 ging de Junta Central Gubernativa aan haar werk.
Citaat uit de Acta de Separación:
Dividido el territorio de la República Dominicana en cuatro Provincias, a saber: Santo Domingo, Santiago o Cibao, Azua desde el ímite hasta Ocoa y Seibo, se compondrá el Gobierno de un cierto número de miembros de cada una de ellas para que así participe proporcionalmente en su soberanía. El Gobierno Provisional se compondrá de una Junta compuesta de once miembros electos en el mismo orden. Esta Junta reasumirá en si todos los poderes hasta que se forme la Constitución del Estado y determinará el medio que juzgue  más conveniente, para mantener la libertad adquirida y llamará por último a uno de los más distinguidos patriotas al mando en jefe del ejército, que deba proteger nuestros límites agregándole los subalternos que se necesiten.
Vertaling:

"Het grondgebied van de Dominicaanse Republiek, verdeeld in vier provincies, te weten Santo Domingo, Santiago en Cibao, Azua vanaf de grens tot Ocoa en Seibo, zal bestaan uit een regering van een aantal leden van elk van hen, voor de vertegenwoordiging van een proportionele soevereiniteit. De voorlopige regering is samengesteld door het bestuur en bestaat uit elf leden, allen gekozen met dezelfde opdracht. Deze raad zal alle bevoegdheden hebben tot het vormen van de grondwet voor de staat en bepaalt de middelen die zij goeddunken om de verworven vrijheid te handhaven en ten slotte een van de meest vooraanstaande patriottische legerleiders tot commandant van de strijdkrachten te benoemen, die onze grenzen moeten beschermen met toevoeging van ondergeschikten naar behoefte."
Als commandant van de strijdkrachten werd Pedro Santana aangesteld, die na de verkiezingen de eerste president werd, de leden van het Trinitarium zou vervolgen en later ook een regering omver zou werpen.

## Politiek
Julio G. Campillo Perez schrijft in een van zijn werken: De bestuursleden werden op basis van hun trends en hun plannen voor de toekomst van de nieuwe natie verdeeld
Het wetgevende werk van de Centrale Raad van Bestuur duurde van maart tot oktober 1844 en de grondwet gaf de nieuwe natie een wettelijk georganiseerde overheid. 
De nieuwe voorzitter Bobadilla was voorstander van het onderbrengen van de natie onder Franse bescherming. Dit was in strijd met de Acta de Separación en veroorzaakte een grote interne crisis,  met strijd tussen de conservatieven onder leiding van Pedro Santana en liberalen onder leiding van Juan Pablo Duarte. Onder hen bestonden niet alleen persoonlijke verschillen, maar ook heel verschillende concepten over de levensvatbaarheid van de nieuwe natie en daardoor, als volgt, verschillende wisselingen in de raad.
- 1 Mar 1844 - 5 Jun 1844 	Tomás Bobadilla y Briones
- 5 Jun 1844 - 9 Jun 1844 	José María Caminero Ferrer
- 9 Jun 1844 - 13 Jul 1844 	Francisco del Rosario Sánchez
- 13 Jul 1844 - 16 Jul 1844 	Pedro Santana Familias
- Presidente de la Junta Central Gubernativa Jefe Supremo
- 16 Jul 1844 - 13 Nov 1844 	Pedro Santana Familias
- Presidente de la República
- 13 Nov 1844 - 4 Aug 1848 	Pedro Santana Familias

## Einde
Na de verkiezingen van september 1844 eindigde in oktober het werk van de Junta Central en begon Pedro Santana op 13 november 1844 als eerste president van de Republica Dominicana. 